# Stichorkis kinabaluensis
Stichorkis kinabaluensis là một loài thực vật có hoa trong họ Lan. Loài này được (J.J.Wood) Marg., Szlach. & Kulak mô tả khoa học đầu tiên năm 2008.